# It's a Man's World
- Да не се бърка с It's A Man's Man's Man's World, Песен на Джеймс Браун от 1966 г.

It's a Man's World е петият студиен албум на американската певица Анастейша. Излиза 9 ноември 2012. От него излизат два сингъла – Dream On и Best of You.

## Списък с песните

### Оригинален траклист
1. Ramble On – 4:36
2. Best of You – 4:20
3. Sweet Child o' Mine – 3:58
4. You Can't Always Get What You Want – 5:40
5. One – 3:50
6. Back in Black – 4:30
7. Dream On – 4:35
8. Use Somebody – 3:57
9. You Give Love a Bad Name – 4:04
10. Wonderwall – 3:57

### iTunes издание
1. Black Hole Sun – 4:54